# Old Main (Wyomingi Egyetem)
Az Old Main a Wyomingi Egyetem legrégebbi, 1886-ban épült létesítménye az Amerikai Egyesült Államok Wyoming államának Laramie városában. Az épület adminisztrációs célokat tölt be.
1986-ban bekerült a történelmi helyek jegyzékébe.

## Története
A Wyoming Territórium által elfogadott University Bill keretében Laramie-ben egyetem, Cheyenne-ben a Kapitólium, Evanstonban pedig egy elmegyógyintézet épült fel. Ezen gyorsan növekedő települések mindegyike a déli határon, a Union Pacific Railroad vasútvonala mentén feküdt.
Francis E. Warren kormányzó hozzájárult J. W. Donnellan, LeRoy Grant és Robert Marsh építészeti bizottságának létrejöttéhez, és ötvenezer dollárt biztosított az egyetem számára.

## Építése
Frederick Hale 1890 körül több denveri épületet is tervezett. Az Old Main számos neoromán elemet (például kőhomlokzat és szimmetrikus elrendezés) hordoz magán; a követ Laramie és Rawlins közelében bányászták. Stílusa teljesen eltér a térség intézményeitől.
Ez volt az egyetem első építménye; a torony az épület fontosságát emelte ki, emellett tájékozódási pontként is szolgált. A szabadkőművesek 1886. szeptember 27-én tették le alapkövét, és 1887. szeptember 1-jén adták át; az oktatás öt nappal később indult. Kezdetben neve Egyetemi épület volt. Tantermek, irodák és könyvtár is voltak itt; az ötszáz fős auditórium az állam fontos szórakozóhelye lett.

### Átalakítások
A tornyot 1916-ban szerkezeti problémák miatt elbontották; ezzel egy furcsa elrendezés jött létre, amit két lucfenyő takar. A campus bővítésekor a létesítményt Nyelvi épületre nevezték át. 1936-ban az auditórium területe csökkent, 1949-ben pedig elbontották, helyére pedig lépcsőház és irodák kerültek. Átépült a rektori hivatal is.
A korábbi elrendezésben a bejárat az első emeleten volt; ezt később átalakították, és a lépcsők már a földszintre vezetnek. 2002-ben liftet építettek ki.

## Szerepe
A létesítménnyel egyidőben adták át Cheyenne-ben a Union Pacific vasútállomását, valamint a Kapitóliumot; a feltételezések szerint az egyetemi épület is ezekhez hasonló jelentőséggel bírt volna. Wyoming állam 1890-ben az USA része lett.

## Hatása
A létesítmény meghatározta az egyetemi épületek későbbi stílusát (főleg a kő használatát); az egyik leginkább rá hasonlító építmény a Half Acre Gymnasium. Ugyan a későbbiekben átálltak az acél használatára, a homlokzatokba továbbra is építenek be követ.

## Fordítás
- Ez a szócikk részben vagy egészben  az   Old Main (University of Wyoming) című angol Wikipédia-szócikk ezen változatának fordításán alapul.  Az eredeti cikk szerkesztőit annak laptörténete sorolja fel. Ez a jelzés csupán a megfogalmazás eredetét és a szerzői jogokat jelzi, nem szolgál a cikkben szereplő információk forrásmegjelöléseként.